# Cuatto Giaveno Volley
Maillots
Le Cuatto Giaveno Volley est un ancien club italien de volley-ball féminin basé à Giaveno, qui a fonctionné de 1968 à 2013.

## Palmarès

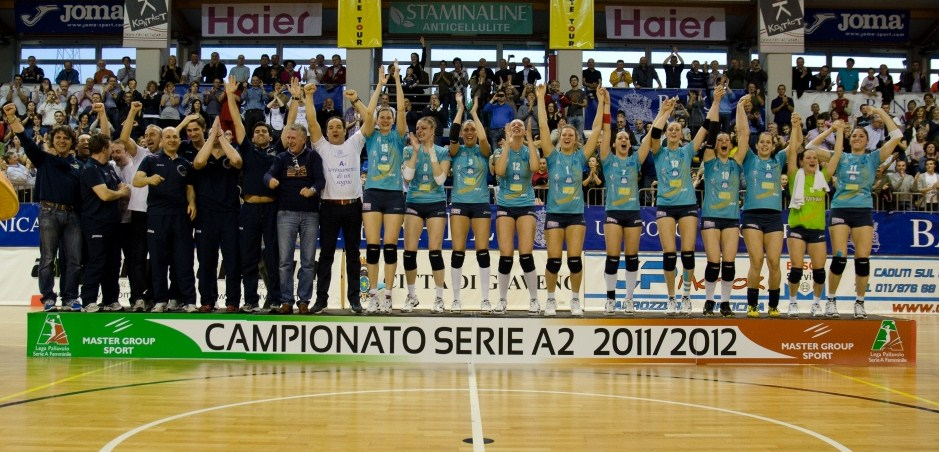
Équipe du Cuatto Volley championne de série A2 2011-2012

- Championnat de série A2
  - Vainqueur : 2012

## Effectifs

### Saison 2012-2013
Entraîneur : Bruno Napolitano  Italie
| No  | Nom               | Date de Naissance | Taille | Poids | Nationalité  | Poste                     |
| --- | ----------------- | ----------------- | ------ | ----- | ------------ | ------------------------- |
| 1.  | Ashley Engle      | 26 janvier 1988   | 191    | 73    | États-Unis   | Réceptionneuse-attaquante |
| 2.  | Giada Cecchetto   | 6 juin 1991       | 163    |       | Italie       | Libero                    |
| 3.  | Elisa Togut       | 14 mai 1978       | 192    | 70    | Italie       | Attaquante                |
| 4.  | Tarah Murrey      | 28 mars 1990      | 192    |       | États-Unis   | Réceptionneuse-attaquante |
| 5.  | Chiara Dall'Ora   | 11 janvier 1983   | 187    | 72    | Italie       | Centrale                  |
| 6.  | Maret Grothues    | 16 septembre 1988 | 180    | 67    | Pays-Bas     | Réceptionneuse-attaquante |
| 7.  | Laura Saccomani   | 8 octobre 1991    | 191    | 66    | Italie       | Réceptionneuse-attaquante |
| 8.  | Michela Molinengo | 4 juillet 1978    | 162    |       | Italie       | Libero                    |
| 9.  | Melissa Donà      | 11 avril 1982     | 180    |       | Italie       | Réceptionneuse-attaquante |
| 10. | Giulia Pincerato  | 16 mars 1987      | 182    | 68    | Italie       | Passeuse                  |
| 11. | Nicoletta Luciani | 22 novembre 1979  | 185    |       | Italie       | Centrale                  |
| 12. | Berit Kauffeldt   | 8 juillet 1990    | 190    | 75    | Allemagne    | Centrale                  |
| 14. | Ludovica Dalia    | 25 septembre 1984 | 180    |       | Italie       | Passeuse                  |
| 15. | Jana Šenková      | 11 juillet 1982   | 182    | 73    | Rep. tchèque | Réceptionneuse-attaquante |
| 17. | Ilaria Demichelis | 27 août 1987      | 178    |       | Italie       | Passeuse                  |